# Magomadas
Magomadas (sardinsky: Magumàdas) je italská obec (comune) v provincii Oristano v regionu Sardinie. Nachází se ve výšce 263 metrů nad mořem a má 605 obyvatel. Rozloha obce je 9,02 km².